# Безеклік
Безеклік (спрощ.: 柏孜克里克千佛洞; піньїнь: Bózīkèlǐkè Qiānfódòng, уйг. بزقلیق مىڭ ئۆيى) — комплекс буддійських печерних гротів датовані V–XIV століттями між містами Турфан та Шаньшань (Лоулань) на північному сході пустелі Такла-Макан поблизу стародавніх руїн Гаочан у долині Мутоу, ущелини у Палаючих горах, у регіоні Сіньцзян на заході Китаю. 
Вони розташовані високо на скелях західної частини долини Муто у передгір'ї Палаючих гір, і більшість збережених печер походять із Західноуйгурського царства, датовані 10–13 століттям.
У 77 печерах знаходяться сотні стінописних зображень Будди, а також дари, що приносять йому по Великому шовковому шляху купців, найчастіше європеоїдної зовнішності. Частина стінопису було знято і перевезено до музеїв Європи, зокрема у Державний Ермітаж. У порівнянні з печерами Могао, що знаходяться під захистом ЮНЕСКО, в Дуньхуані збереження безеклікських фресок викликає велике занепокоєння.

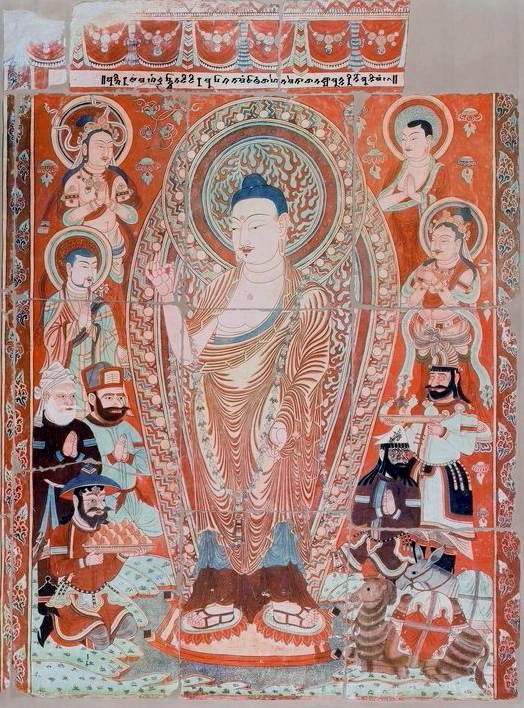
Сцена пранідхі, храм 9 (печера 20)

Сцена пранідхі у 20-й печері 9-го храму зображує уклінних людей, що моляться Будді. Альберт фон Лекок вважав зображених людей персами, відзначаючи їх європеоїдні риси та зелені очі, а капелюх людини ліворуч у зеленому пальті порівнював з головними уборами сасанідських князів. Сучасні вчені ідентифікували людей інших сценах пранідхі того самого 9-го храму як согдійців, що населяла Турфан як етнічна меншість у роки правління династії Тан (VII–VIII століття) і Уйгурського ідикутства (IX—XIII ст.).